# Jamagucsi Gógen
Jamagucsi Gógen (山口剛玄; Hepburn: Yamaguchi Gōgen; Kagosima, Kagosima prefektúra, 1909. január 20. – 1989. május 20.) japán gódzsú-kai nagymester.

## Életpályája
1909. január 20-án született Kjúsú déli részén, Kagosima városában. Már gyerekkorában nagy érdeklődést mutatott a harcművészetek iránt. Iskolás korában kendót tanult, és már ekkor elkezdte a karate tréninget is Maruta, egy Okinavából származó asztalos irányításával.
Marutában, aki gódzsút művelt, érdeklődést váltott ki a fiatal Jamagucsi komoly érdeklődése, és az, hogy milyen komolyan akart edzeni, ezért mindenre megtanította Jamagucsit abból, amit a gódzsú rendszerből tudott.
Egyetemi évei alatt joghallgatóként Jamagucsi a kiotói Ricu meikan egyetemen létrehozta az első karate klubot. A dódzsó hamarosan városszerte ismert lett azért, mert kemény edzést követelt és szigorú légzésgyakorlatokat végeztetett.
Abban az időben a karatézók csak katákat és jakuszoku kumitét (előre „kidolgozott” küzdelmet) végeztek, és nem küzdhettek egymás ellen, mivel a technikájukat nem fogták vissza. Ebben az időszakban történt az, hogy Jamagucsi megtette az első lépést abba az irányba, amit dzsiu kumitének (szabad küzdelem) nevezünk, és felállította azokat a szabályokat, melyek alapján a küzdelem győztesét ki lehet választani. E szabályok egy része napjainkban is érvényben van a sport- vagy versenykaratéban.
1931-ben, 22 éves korában Jamagucsi Gógent bemutatták a gódzsú stílus megteremtőjének, Mijagi Csódzsun mesternek. Ez a találkozás alapvető hatással volt Jamagucsi karatéhoz fűződő viszonyára. Korábban a gódzsúnak csupán a kemény vonatkozásaival törődött, miután azonban Mijagi mesterrel találkozott, elhatározta, hogy lelkileg és fizikailag egyaránt képezni fogja magát.
Mijagi mesternek nagyon jó véleménye volt Jamagucsiról, akiről úgy vélte, hogy a gódzsú kemény oldalát olyannyira elsajátította, hogy a Gógen (nyers, durva) becenévvel látta el.
Ezután Jamagucsi Gógent nevezte ki a Japán gódzsú-iskolában utódául. Az ezt követő években Jamagucsi többször vonult vissza hosszabb időre a Kurama hegyre, ahol aszkézist gyakorolt, szancsinnal keményen edzett, meditált és böjtölt. 1938. és 1945. között Mandzsúriába küldték állami és katonai feladatokkal. Ott tartózkodása alatt több ízben is annak köszönhette életét, hogy jártas volt a karatéban és szellemi tréninget is végzett. A japán-orosz háborúban 1945-ben Jamagucsi fogságba esett és Mongóliába került hadifogolyként. Erejét és ügyességét a kétéves fogság ismét próbára tette. Ebben az időszakban is folytatta a tréninget és fejlesztette a gódzsú karatét. Kiszabadulása után visszatérve Japánba Jamagucsi Gógen a karate történetének legizgalmasabb alakjává lett.
Világszerte „Macska”-ként ismerték meg kecsessége és gyorsasága miatt, valamint annak következtében, hogy kedvenc harci pozitúrája a neko asi dacsi (macskaláb-állás) volt.
Jamagucsi mester óriási mértékben járult hozzá a gódzsú-karate, és általában a karate fejlődéséhez. Vezetése alatt alakult meg az International Karate-do Goju-kai Association, I.K.G.A. (kai=szervezet). A szervezet mind népszerűbbé vált Japánban, egyéb ázsiai és nyugati országokban világszerte, és napjainkban mintegy 50 országban tanítják a gódzsú-karatét. Jamagucsi mesternek sikerült egyesítenie Japán valamennyi karate-iskoláját egyetlen szövetségbe. Így alakult meg 1964-ben a The Federation of All Japan Karate Do Organization (FAJKO).
A gódzsú rendszerhez hozzávette a taikoju kata formáját a kezdő tanulók oktatására, melyek alkalmasak arra, hogy fejlettebb katákra készülhessenek fel. A karate-edzést vallási gyakorlatokkal kombinálva mind a jógát, mind a sintót bevonta a gódzsú-kai karatéba, és az utóbbi években megalapította a gódzsú-sintót.
Azt állítja, hogy a test és a lélek összefügg, és megfelelő légzéssel és koncentrálással megérthetjük a harci játékok lényegét. Ez a magyarázata annak, hogy miért alkalmazza a gódzsú-iskola az ibukinak nevezett sajátos légzési gyakorlatot. Egy pontba koncentrálva a teljes izomerőt, a lélek és a test egy koherens egésszé válik.
A Kokusai Budo Renmeu (a Nemzetközi Harci Játékok Szövetsége Japánban), melynek elnöke a Japán császári család tagja, Higasikuni herceg, a közelmúltban Jamagucsi mestert a szervezet karate részlege sihanjának (mesterének) nevezte ki.
Soha ezelőtt nem volt egyetlen embernek ekkora hatása a karate-dó fejlődésére és népszerűsítésére. 
Jamagucsi  Gógen mester (10 dan) végtelen elkötelezettségével és elhatározottságával valóban megérdemli azt, hogy az élő karate legendák utolsó alakjának tartsák. A jóga mestere és egy sintó pap – olyan ember, akinek sikerült a gó (kaménység) és a dzsú (lágyság) egyesítése.